# Nove Selo, Jovkva
Nove Selo (în ucraineană Нове Село) este un sat în comuna Nadîci din raionul Jovkva, regiunea Liov, Ucraina.

## Demografie
Componența lingvistică a localității Nove Selo
     Ucraineană (99,82%)
     Alte limbi (0,18%)
Conform recensământului din 2001, majoritatea populației localității Nove Selo era vorbitoare de ucraineană (99,82%), existând în minoritate și vorbitori de alte limbi.